# Minunea din Berlin
Das Wunder von Berlin (Minunea din Berlin) este un film TV german produs în anul 2008 sub regia lui Roland Suso Richter. Acțiunea filmului se petrece în perioada din vara anului 1988 și până la căderea zidului din Berlin. În cenntrul acțiunii este cetățeanul est-german Tilo Koch, care a primit o serie de decorații ca soldat în RDG.

## Acțiune
Marco Kaiser, un nonconformist german în vârstă de 18 ani, este fiul lui Jürgen, locotenent colonel la Stasi (Ministerul pentru Securitatea Statului), și al Hannei, care a fost soră medicală, azi lucrează ca bibliotecară. Marco împreună cu logodnica lui Anja sunt arestați și interogați deoarece au fost la un concert punk interzis. Tatăl lui profită de ocazia în care se află fiul său și pretinde ca eliiberarea lui și a logodnicei sale să fie condiționată de înrolarea lui ca soldat la graniță. Între Anja și mama lui Marco se înfiripă o simpatie reciprocă, numai tatăl lui Marco rămâne mai departe bănuitor.
De la iubita lui Marco tatăl acestuia află că Anja, care credea că este orfană, este de fapt fiica maiorului Wolf care căzuse în dizgrație, și căruia i s-a luat copilul de către stat. Între timp Wolf este reabilitat și devine superiorul lui Marco. Suspiciosul Jürgen, tatăl lui Marco, izgonește din casă pe logodnica fiului său, iar soția lui vine în contact în bibliotecă cu elemente progresive. Noul Forum constituit în Leipzig cheamă lumea să demonstreze contra regimului din RDG. Tatăl lui Marco începe să simtă că vechea orânduire începe să se clatine, relațiile dintre el și soția lui, Hanna, se răcesc, iar în urma unei cerți Hanna își părăsește soțul. Marco, care începe să creadă în propaganda socialistă și fiind sprijinit de Wolf, urcă în ierarhia militară. În știrile de la televiziune se poate vedea euforia populației în momentul răspândirii vestei de deschidere a graniței RDG-ului spre vest. Comunist convins maiorul Wolf se împușcă, iar fiica lui rămâne pentru un timp în Germania de Est.

## Distribuție
- Kostja Ullmann: Marco Kaiser
- Karoline Herfurth: Anja
- Heino Ferch: Jürgen Kaiser
- Veronica Ferres: Hanna Kaiser
- Michael Gwisdek: Opa Walter
- André Hennicke: Major Wolf
- Gesine Cukrowski: Marion Niemann